# Serviço Nacional de Pensões da Coreia do Sul
O Serviço Nacional de Pensões da Coreia do Sul (NPS) é um fundo de pensão público na Coreia do Sul  É o terceiro maior do mundo com $800 bilhões em ativos, e é o maior investidor na Coreia do Sul.
O Serviço Nacional de Pensões da Coreia do Sul (NPS), que administra US$ 800 bilhões em ativos, está procurando comprar uma carteira de ações de primeira linha de mercados emergentes.
Em 30 de janeiro de 2017, o NPS abriu um escritório em One Vanderbilt, na cidade de Nova York.